# Joe Pichler
Pour les articles homonymes, voir Pichler.
Joseph David Wolfgang Pichler, dit Joe Pichler, né le 14 février 1987 à Bremerton aux États-Unis, est un enfant acteur américain. Il a joué dans plusieurs films et séries télévisées entre 1996 et 2002. Il est porté disparu depuis le 5 janvier 2006. 

## Filmographie
- Le Fan (1996) : Sick Sean
- Prison of Secrets (en) (téléfilm, 1997) : Zach
- Music from Another Room (1998) : Billy jeune
- American Boys (1999) : Kyle Moxon
- Shiloh 2: Shiloh Season (en) (1999) : David Howard
- Beethoven 3 (vidéo, 2000) : Brennan Newton
- Halloween d'enfer (téléfilm, 2001) : Danny Walker
- Beethoven 4 (vidéo, 2001) : Brennan Newton
- Children on Their Birthdays (en) (2002) : Billy Bob Murphy